# タカチホヘビ

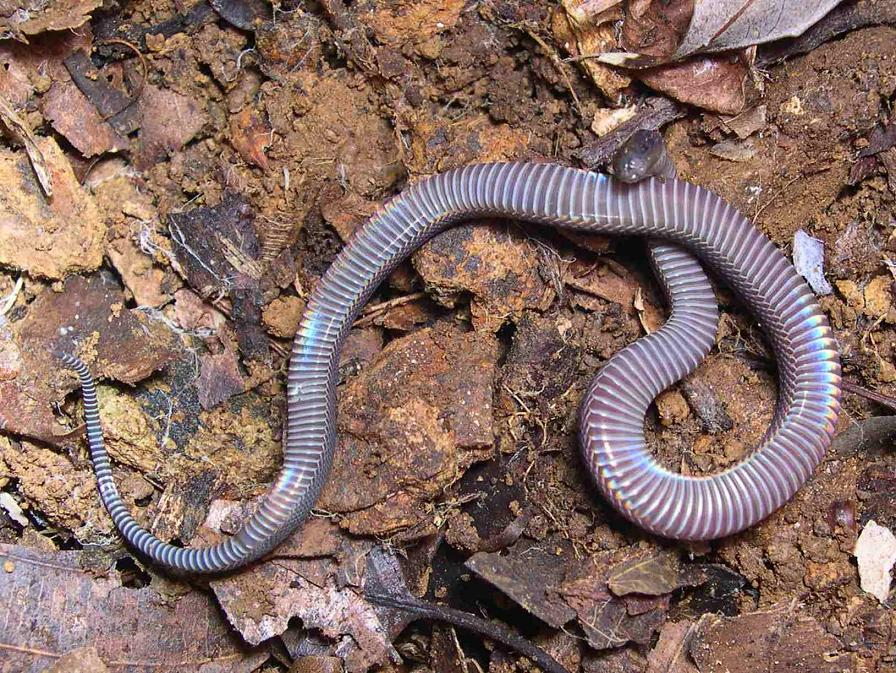
腹面。尾下板（尾部の腹面の鱗）が左右2列に分かれず1列のままなのもこの属の特徴の一つ。

タカチホヘビ（高千穂蛇、Achalinus spinalis）は、有鱗目タカチホヘビ科タカチホヘビ属に分類されるヘビ。タカチホヘビ属 Achalinus Peters, 1869のタイプ種。

## 分布
日本（本州（青森県津軽半島以南）、四国、九州（鹿児島県大隅半島以北））、中国南部、ベトナム北部。

## 形態
全長30-60 cm。体色は黄褐色で、正中線上に1本の黒い縦縞が入る。鱗には虹色の光沢がある。
幼蛇は体色が暗褐色で、縦縞が不鮮明。成長にともない黄色味が強くなり、縦縞が明瞭になる。

## 生態
森林等に生息する。夜行性で、昼間は落ち葉や倒木の下等に潜り休む。雨天時には昼間でも地表に現れ活動することもある。
食性は動物食で、甲虫類の幼虫やミミズ等を食べる。
繁殖形態は卵生で、7月下旬から8月にかけて、3-13個の卵を産む。

## 分類
タカチホヘビ属には9種ほどが知られるが、本種はそのうちで最も早く記載され、その新種記載時に本種をタイプ種としてタカチホヘビ属 Achalinus もあわせて創設された。
- 【原記載】 Achalinus spinalis Peters, 1869: p.436-437., Taf. Fig.1, 1a, 1b, 1c.
- 【タイプ産地】"angeblich aus Japan"（"おそらく日本産"）
- 属名の Achalinus は、ギリシャ語の「ἀ-」（非-、無-などの意の接頭辞）＋「χαλῑνός 」（khalīnós：毒牙）で[4]、「毒牙がない（蛇）」の意。種小名の spinalis はラテン語の spīnālis （脊椎の-）で、背面中央に1本の黒線が通っている様子を表現したもの。

## 人間との関係
日本国内の研究者には、高千穂宣麿男爵が1888年に「発見」するまで本種が認識されていなかったため、和名には高千穂の名が付けられている。しかし高千穂による「発見」のおよそ20年前には、既にドイツの学者ヴィルヘルム・ペータースによって日本産と思われる標本に基づく研究と記載とがなされていた。
また夜行性で人目に触れることが少ないため、かつては幻のヘビと言われたこともがあるが、現在では人目につかないだけで特に珍しい種類ではなく、生息数もそれほど少なくないと考えられている。